# Робин Бурсел
Робин Бурсел (на английски: Robin Burcell) е американска писателка на произведения в жанра криминален роман и трилър.

## Биография и творчество
Робин Бурсел е родена през 1960 г. в САЩ. Отраства в Южна Калифорния. Обича от малка литературата. След завършване на гимназията работи като продавачка в книжарница, и тренира фигурно пързаляне. По съвет на приятелка кандидатства в полицията и е единствената жена издържала теста за физическа способност. Завършва криминалната академия на ФБР през 1986 г. В продължение на 27 години работи в органите на реда на Калифорния, от които 18 години като полицейски служител, агент под прикритие и детектив в Лоудай, а след това като криминален следовател и преговарящ за заложници в окръг Сакраменто, където се пенсионира през 2010 г. Заедно с работата си и отглеждането на децата си, посещава курсове за творческо писане и започва да пише криминални романи.
Първият ѝ роман, романтичният трилър „When Midnight Comes“ (Когато настъпи полунощ), е издаден през 1995 г. Той печели наградата „Бари“ за най-добър първи роман.
Следват криминалните ѝ поредици за детективи от ФБР „Кейт Гилеспи“ и „Сидни Фицпатрик“. Романите „Fatal Truth“ (Фатална истина) и „Deadly Legacy“ (Смъртоносно наследство) от поредицата „Кейт Гилеспи“ получават наградата „Антъни“ за най-добър роман.
През 2016 г. започва съвместна работа с писателя Клайв Къслър по неговата франчайз поредица трилъри „Приключенията на семейство Фарго“.
Робин Бурсел живее със семейството си в Лоудай, Северна Калифорния.

## Произведения

### Самостоятелни романи
- When Midnight Comes (1995) – награда „Бари“
- The Last Good Place (2015) – продължение на оригиналната поредица „Кейси Кейлог“ от Каролин Уестън

### Серия „Кейт Гилеспи“ (Kate Gillespie)
1. Every Move She Makes (1999)
2. Fatal Truth (2002) – награда „Антъни“
3. Deadly Legacy (2003) – награда „Антъни“
4. Cold Case (2004)

### Серия „Сидни Фицпатрик“ (Sydney Fitzpatrick)
1. Face of a Killer (2008)
2. The Bone Chamber (2009)
3. The Dark Hour (2012)
4. The Black List (2012) 
4.5. The Last Second (2013)
5. The Kill Order (2013)

### Серия „Приключенията на семейство Фарго“ (Sam and Remi Fargo Adventure) – сКлайв Къслър
8. Pirate (2016)
9. The Romanov Ransom (2017)
10. The Gray Ghost (2018)
11. The Oracle (2019)
12. Wrath of Poseidon (2020)